# Amphisternus rufituberus
Amphisternus rufituberus là một loài bọ cánh cứng trong họ Endomychidae. Loài này được Wang & Ren miêu tả khoa học năm 2007.